# Brigitte Krause (Schauspielerin)

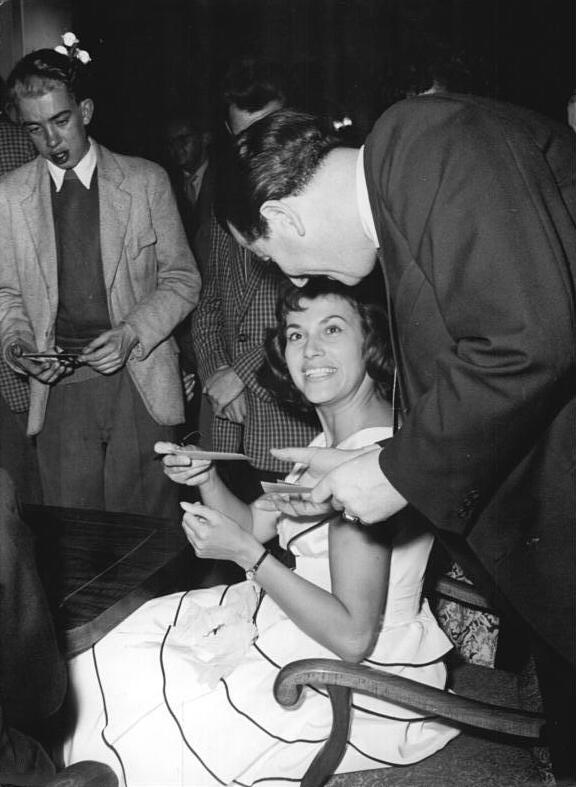
Brigitte Krause gibt Autogramme, 1959

Brigitte Krause (* 9. März 1929 in Berlin; † 29. April 2007 ebenda) war eine deutsche Schauspielerin, die fast 20 Jahre zum Ensemble der DEFA gehörte und in zahlreichen Film- und Fernsehrollen, darunter auch in Produktionen des DFF, zu sehen war.

## Leben und Werk
Krause debütierte bereits während ihrer Schauspielausbildung von 1948 bis 1950 in den DEFA-Nachwuchsstudios als junge Studentin Christel in Kurt Maetzigs Spielfilm Die Buntkarierten von 1949. Von der DEFA unter Vertrag genommen, folgten Rollen in Rotation und Der Rat der Götter. Neben ihrem Engagement für die DEFA arbeitete Krause auch als Ansagerin für das DDR-Fernsehen, als Sprecherin in Hörspielen, wie der Reihe Neumann, zweimal klingeln, und als Theaterschauspielerin an Bühnen in Altenburg und Halle, später am Theater der Freundschaft (heute Theater an der Parkaue), am Hans Otto Theater in Potsdam und an der Berliner Volksbühne. Von 1966 bis 1988 gehörte sie zum Ensemble des Kabaretts Die Distel.
Ab 1952 wurde sie oft in Fernsehrollen eingesetzt, so z. B. in den Fernsehserien Rentner haben niemals Zeit, Polizeiruf 110 und Ferienheim Bergkristall.
Brigitte Krause war mit dem Schauspieler Gerd Biewer bis zu dessen Tod am 29. März 1981 verheiratet. Ihre Tochter Maxi Biewer ist ebenfalls Schauspielerin (und Wetteransagerin) geworden.

## Filmografie (Auswahl)
- 1949: Die Buntkarierten
- 1949: Rotation
- 1950: Der Rat der Götter
- 1950: Saure Wochen – frohe Feste
- 1951: Zugverkehr unregelmäßig
- 1952: Roman einer jungen Ehe
- 1955: Einmal ist keinmal
- 1956: Das Stacheltier: Der weiche Artur
- 1958: Sonnensucher
- 1958: Der Prozeß wird vertagt
- 1959: Musterknaben
- 1959: Wie die Wilden (Fernsehen)
- 1959: Reifender Sommer
- 1960: Alwin der Letzte
- 1960: Leute mit Flügeln
- 1961: Die Liebe und der Co-Pilot
- 1962: Das verhexte Fischerdorf
- 1962: Die Nacht an der Autobahn (Fernsehfilm)
- 1963: Die Glatzkopfbande
- 1964: Der Mann mit der Maske
- 1965: Der Staatsanwalt hat das Wort: Seriöser Erfinder sucht Teilhaber
- 1965: … nichts als Sünde
- 1966: Ohne Kampf kein Sieg
- 1966: Die Söhne der großen Bärin
- 1968: Wir lassen uns scheiden
- 1968: Der Staatsanwalt hat das Wort: Strafsache Anker (Fernsehreihe)
- 1969: Verdacht auf einen Toten
- 1971: Dornröschen
- 1971: Karriere
- 1971: Polizeiruf 110: Der Fall Lisa Murnau (Fernsehreihe)
- 1971: Der Staatsanwalt hat das Wort: Handelsrisiko (Fernsehreihe)
- 1972: Gefährliche Reise
- 1973: Der Staatsanwalt hat das Wort: … und wenn ich nein sage? (Fernsehreihe)
- 1974: Der Leutnant vom Schwanenkietz (Fernseh-Dreiteiler)
- 1976: Nelken in Aspik
- 1979: Des Drachens grauer Atem (Fernsehen)
- 1979: Des Henkers Bruder
- 1983: Ferienheim Bergkristall: Silvester fällt aus
- 1984: Ferienheim Bergkristall: Mach mal’n bißchen Dampf
- 1984: Polizeiruf 110: Schwere Jahre (2. Teil) (Fernsehreihe)
- 1984: Die Geschichte vom goldenen Taler (Fernsehen)
- 1985: Ferienheim Bergkristall: Ein Fall für Alois
- 1987: … und ich dachte, du magst mich
- 1987: Polizeiruf 110: Die alte Frau im Lehnstuhl (Fernsehreihe)
- 1987: Käthe Kollwitz – Bilder eines Lebens
- 1989: Johanna (Fernsehserie)

## Theater
- 1960: Helmut Franke: Zimmer 13 – Regie: Fritz Erpenbeck (Volksbühne Berlin – Theater im 3. Stock)
- 1961: Friedrich Wolf: Beaumarchais oder Die Geburt des Figaro (Michele) – Regie: Rudi Kurz (Volksbühne Berlin)

## Hörspiele
- 1955: Zdzislaw Skowronski/Josef Slotwinski: Der Geburtstag des Direktors (Magda Puchalski) – Regie: Helmut Hellstorff (Hörspiel – Rundfunk der DDR)
- 1963: Gerhard Jäckel: Die Wahnmörderin (Barbara Jäger) – Regie: Wolfgang Brunecker (Hörspiel – Rundfunk der DDR)
- 1967: Rolf Wohlgemuth: Verraten und verkauft (Danielle) – Regie: Peter Groeger (Hörspiel – Rundfunk der DDR)
- 1972: Ulrich Waldner: Gewitterstimmung (Mutter) – Regie: Joachim Gürtner (Hörspielreihe: Neumann, zweimal klingeln – Rundfunk der DDR)
- 1972: Werner Jahn: Maiglöckchen für Sommerlatte  (Mutter) – Regie: Joachim Gürtner (Hörspielreihe: Neumann, zweimal klingeln – Rundfunk der DDR)
- 1972: Joachim Witte: Die wilden Ritter der Reckeburg (Mutter) – Regie: Joachim Gürtner (Hörspielreihe: Neumann, zweimal klingeln – Rundfunk der DDR)
- 1973: Gerhard Jäckel: Schlagzeug oder Stereo  (Mutter) – Regie: Joachim Gürtner (Hörspielreihe: Neumann, zweimal klingeln – Rundfunk der DDR)
- 1973: Wilhelm Hampel: Zwecks Freizeitsgestaltung (Mutter) – Regie: Joachim Gürtner (Hörspielreihe: Neumann, zweimal klingeln – Rundfunk der DDR)
- 1973: Brigitte Tenzler: Die Ordnungsstrafe (Mutter) – Regie: Joachim Gürtner (Hörspielreihe: Neumann, zweimal klingeln – Rundfunk der DDR)
- 1974: Tom Wittgen: Der Mann mit dem Hocker  (Mutter) – Regie: Joachim Gürtner (Hörspielreihe: Neumann, zweimal klingeln – Rundfunk der DDR)
- 1974: Albert Plau: Villa Klamé  (Mutter) – Regie: Joachim Gürtner (Hörspielreihe: Neumann, zweimal klingeln – Rundfunk der DDR)
- 1975: Horst-Ulrich Semmler: Bereitschaftsdienst (Frau Schmidt) – Regie: Maritta Hübner (Kinderhörspiel – Rundfunk der DDR)
- 1975: Joachim Herz-Glombitza: Die Kulturkanone (Mutter) – Regie: Joachim Gürtner (Hörspielreihe: Neumann, zweimal klingeln – Rundfunk der DDR)
- 1975: Joachim Witte: Die Schlange (Mutter) – Regie: Joachim Witte (Hörspielreihe: Neumann, zweimal klingeln – Rundfunk der DDR)
- 1976: Arne Leonhardt: Wieder mal ein Kavalier sein (Mutter) – Regie: Joachim Gürtner (Hörspielreihe: Neumann, zweimal klingeln – Rundfunk der DDR)
- 1977: Sabine Fischer: Eine seltsame Kiste (Mutter) – Regie: Joachim Gürtner (Hörspielreihe: Neumann, zweimal klingeln – Rundfunk der DDR)
- 1977: Horst Ulrich Wendler: Familienanschluss (Mutter) – Regie: Joachim Gürtner (Hörspielreihe: Neumann, zweimal klingeln – Rundfunk der DDR)
- 1978: Barbara Neuhaus: Alles Blech (Mutter) – Regie: Joachim Gürtner (Hörspielreihe: Neumann, zweimal klingeln – Rundfunk der DDR)
- 1978: Inge Ristock: Neue Aufregung um Jörg (Mutter) – Regie: Inge Ristock (Hörspielreihe: Neumann, zweimal klingeln – Rundfunk der DDR)
- 1979: Wolfgang Stemmler: Nichtraucher in zehn Tagen (Mutter) – Regie: Joachim Gürtner (Hörspielreihe: Neumann, zweimal klingeln – Rundfunk der DDR)
- 1980: Ursula Damm-Wendler: Der Schmalfilm (Mutter) – Regie: Joachim Gürtner (Hörspielreihe: Neumann, zweimal klingeln – Rundfunk der DDR)
- 1981: Reinhard Griebner: Schlachtenbummler – Regie: Joachim Gürtner (Hörspielreihe: Neumann, zweimal klingeln – Rundfunk der DDR)
- 1983: Gabriele Herzog: Anton, Frieda und die neue Katze (Tilli) – Regie: Maritta Hübner (Kinderhörspiel/Kurzhörspiel aus der Reihe: Geschichten aus dem Hut – Rundfunk der DDR)
- 1984: Erwin Ziemer: Vatersorgen (Christa Sommer) – Regie: Joachim Gürtner (Kurzhörspiel aus der Reihe Waldstraße 7 – Rundfunk der DDR)